# Bombardier E-9 Widget
Le Bombardier E-9A Widget est un avion de surveillance militaire américain volant sous les couleurs de l'US Air Force et construit à partir du Dash 8.

## Histoire
C'est au début des années 1990 que l'US Air Force commença à s'intéresser au fait de disposer d'un avion de surveillance spécialisé pour le compte du 53 rd Weapons Evaluation Group (53 rd WEG). En effet, il s'agissait de s'assurer que les eaux territoriales soient dégagées lorsque des cibles volantes, des drones, des missiles, voire des prototypes étaient en vol. Un appel d'offres fut officiellement lancé et après avoir évalué plusieurs avions différents, le choix se porta sur l'avion de ligne canadien Dash 8.
L'appareil réalisa son vol d'essai en 1997 dans le plus grand secret ;  avant d'entrer en service l'année suivante au sein du 82nd Aerial Targets Squadron [82nd ATS) sur la base aérienne de Tyndall en Floride. Pour mener à bien sa mission, l'avion avait été doté d'un radar de surveillance bien connu des militaires, l'AN/APS-128D, déjà utilisé par les garde-côtes argentins sur leurs CASA C-212 et les marins japonais sur leurs Dassault Falcon 900.
Dès son entrée en service, il fut mis à contribution de plusieurs projets de développement ou de mise à niveau existants déjà tels : 
- l'avion de chasse Mc Donnell Douglas F-15C & D,
- l'avion de chasse Lockheed Martin F-16C & D Block 52,
- le missile AIM-9X Sidewinder,
- le missile AIM-132 ASRAAM,
- le missile BGM-109 Tomahawk,

Par ailleurs les deux E-9A Widget sont utilisés pour suivre les cibles volantes Ryan BQM-34 Firebee II, Beechcraft MQM-107D Streaker, et QF-4 Phantom II.
Fin 2019, l'avion était toujours en service dans les rangs de l'US Air Force, ayant même participé à un exercice commun avec les CF-18 Hornet de la Royal Canadian Air Force aux États-Unis.

## Aspect technique
Extérieurement l'E-9A Widget ressemble fortement au Dash 8, mais l'énorme antenne de 9,10 mètres de long installée sur le côté droit du fuselage, et qui renferme une partie du radar AN/APS-128D, trahit la fonction militaire de l'avion. Pour le reste seuls les marquages "US Air Force" et la cocarde américaine le dissocient de ses équivalents civils. Il est piloté par un équipage double côte à côte installé dans un cockpit similaire aux avions commerciaux. Quatre opérateurs de surveillance peuvent prendre place à l'arrière de l'avion. Le Bombardier E-9A Widget ne peut pas être ravitaillé en vol.

## Utilisateur
- États-Unis
  - US Air Force, 53rd Weapons Evaluation Group (en), 82nd Aerial Targets Squadron.